# 얀 헨릭 스탈베르그

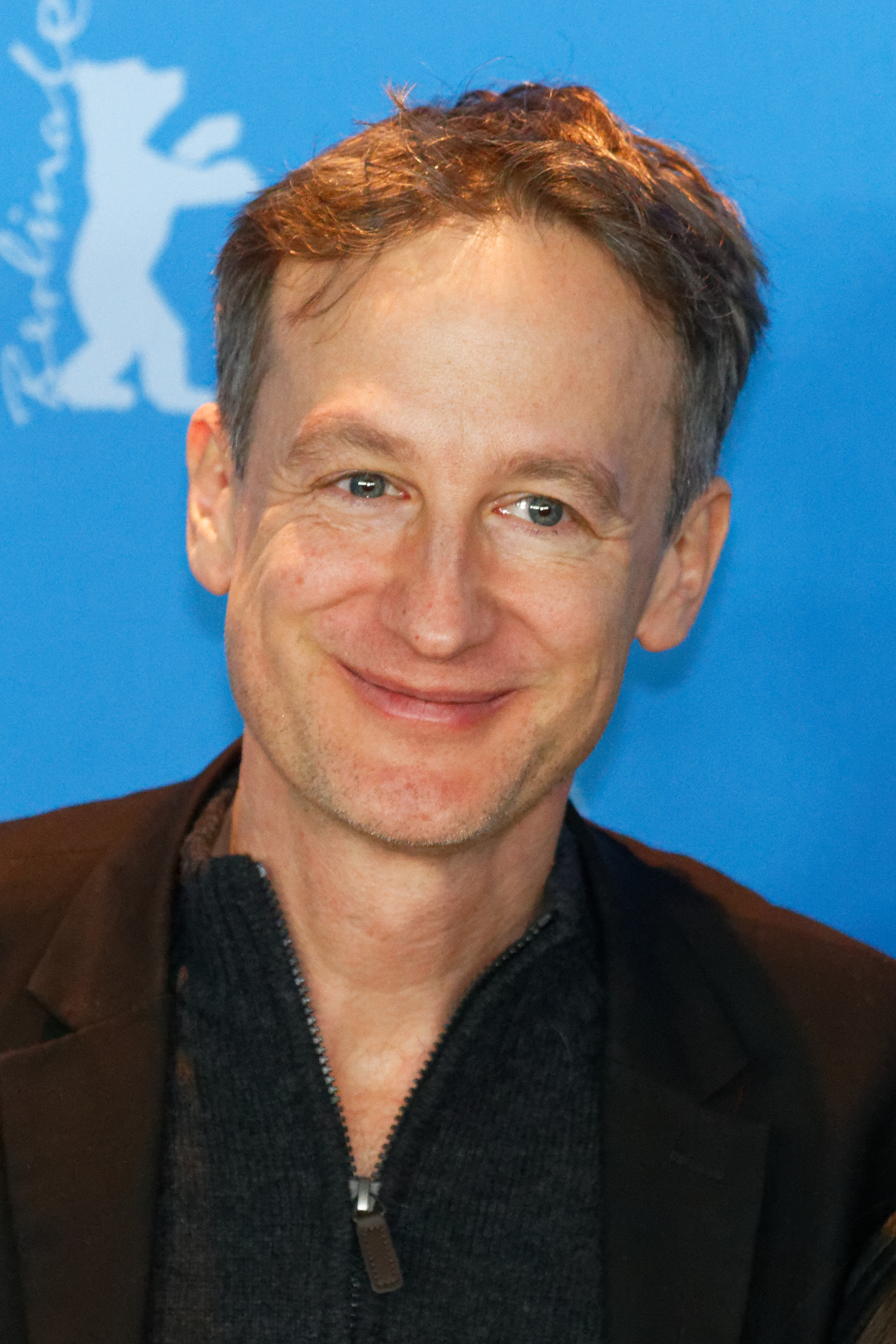

얀 헨릭 스탈베르그(Jan Henrik Stahlberg, 1970년 12월 30일 ~ )는 독일의 배우, 영화 감독, 각본가이다.

## 영화
- 배드 벅스 (2017년)
- 섹스, 피티 앤 론리니스 (2017년)
- 장고 인 멜로디 (2017년) - 닥터 재즈 역
- 바디 컴플리트 (2012년)
- 할리우드로 가는 지름길 (2009년)
- 봄의 멜로디 (2008년)
- 바이 바이 베를루스코니! (2006년)
- 터프 이너프 (2006년)
- 내 남자 길들이기 (2006년)
- 사이언스 픽션 (2003년)